# 蜗牛明螺
蜗牛明螺（学名：Atlanta helcinoidea）是一個海螺的物種，是一種全浮游的海洋腹足綱軟體動物。舊屬異足目，現今是海蝶螺科海蝶螺屬的成員。

## 型態描述
螺殻長4毫米。

## 分佈
主要分布于中国大陆的東中國海及南中國海海域。

## 棲息地
常以浮游生活形式栖息。